# Winam Gulf
Winam Gulf är en bukt i Kenya. Den ligger i den västra delen av landet, 270 km väster om huvudstaden Nairobi. Arean är 1 400 kvadratkilometer.